# ホセ・コンスタンザ
ホセ・G・コンスタンザ（José G. Constanza, 1983年9月1日 - ）は、ドミニカ共和国・サントドミンゴ出身の元プロ野球選手（外野手）。左投左打。

## 経歴

### インディアンス傘下時代
2003年6月13日にクリーブランド・インディアンスと契約。
2005年に渡米し、A級レイクカウンティ・キャプテンズで23試合に出場。4打点2盗塁、打率.236と結果を残せず、6月にA-級マホニングバレー・スクラッパーズへ降格。A-級では64試合に出場し、20打点24盗塁、打率.263だった。
2006年はA級レイクカウンティで44試合に出場し、1本塁打9打点19盗塁、打率.277だった。5月にA+級キンストン・インディアンスへ昇格。A+級では76試合に出場し、1本塁打27打点20盗塁、打率.327だった。
2007年はA+級キンストンで112試合に出場し、2本塁打34打点39盗塁、打率.274だった。
2008年はAA級アクロン・エアロズで95試合に出場し、34打点23盗塁、打率.278だった。
2009年はAA級アクロンで130試合に出場し、46打点49盗塁、打率.282だった。
2010年はAAA級コロンバス・クリッパーズで113試合に出場し、1本塁打32打点34盗塁、打率.319だった。7月にはインターナショナルリーグのオールスターチームに選出され、8月にも同リーグのポストシーズン・オールスターチームに選出された。オフの11月6日にFAとなった。

### ブレーブス時代
2010年11月29日にアトランタ・ブレーブスとマイナー契約を結んだ。
2011年はAAA級グウィネット・ブレーブスで開幕を迎え、86試合に出場。1本塁打25打点23盗塁、打率.312と活躍し、2年連続でインターナショナルリーグのオールスターチームに選出された。7月29日にネイト・マクラウスが故障者リスト入りしたため、ブレーブスとメジャー契約を結んだ。ブレーブスは正中堅手のマクラウスとジョーダン・シェーファーが故障者リスト入りするなど、深刻な外野手不足であったため、昇格日と同日のフロリダ・マーリンズ戦でメジャーデビュー。1番・中堅として先発起用され、8回裏1死二塁の場面で迎えた4打席目に、マイク・ダンからメジャー初安打初打点となる中堅への適時打を放った。この日は4打数1安打1打点、打率.250だった。その後も先発起用が続いたが、ヒューストン・アストロズから盗塁王のマイケル・ボーンが加入し、9月からは主に外野のバックアップとしての起用となった。この年は42試合に出場し、2本塁打10打点7盗塁、打率.303だった。
2012年3月2日にブレーブスと1年契約に合意。前年オフにマクラウスが退団したが、左翼はマーティン・プラド、中堅はボーン、右翼はジェイソン・ヘイワードが固定されており、開幕後は主に代打として3試合に起用された。しかし3打数無安打と結果を残せず、4月10日にチッパー・ジョーンズが故障者リストから復帰したため、AAA級グウィネットへ降格。5月29日に再昇格した。昇格後はジョーンズが再び故障で離脱したため、左翼手のプラドが三塁を守ることとなり、空いた左翼の守備に就いた。6月10日にジョーンズが復帰したため、AAA級グウィネットへ降格。降格後はAAA級で22試合に出場し、打率.355の好成績を残したため、7月23日にメジャーへ再昇格。しかし代走や代打の起用となり、唯一先発起用された7月25日のマーリンズ戦では、4打数無安打とチャンスを活かせず、7月31日に再びAAA級へ降格した。登録枠が拡大された9月1日に再昇格。9月からは出場機会が増え、22試合に出場した。この年は37試合に出場し、4打点5盗塁、打率.250だった。
2013年3月26日にAAA級グウィネットへ異動し、開幕をAAA級で迎えた。開幕後はAAA級で64試合に出場していたが、B.J.アップトンやシェーファーら外野手の故障が相次いだため、7月13日にメジャーへ昇格。昇格後は14試合の出場で、打率.160と結果を残せず、8月10日にシェーファーが復帰したため、AAA級へ降格。8月31日に打率.238と低迷していたエバン・ガティスに代わってメジャーへ再昇格した。この年は21試合に出場し、3打点、打率.258だった。
2014年2月25日にブレーブスと1年契約に合意。3月24日にAAA級グウィネットへ異動し、開幕をAAA級で迎えた。AAA級グウィネットでは111試合に出場し、36打点30盗塁、打率.293だった。登録枠が拡大された9月1日にメジャーへ昇格。この年はメジャーデビュー後最少となる12試合の出場にとどまり、打率.000だった。
2015年1月28日にDFAとなり、2月5日にAAA級グウィネットへ異動した。4月3日に解雇となる。

### レッズ傘下時代
2015年5月9日にシンシナティ・レッズとマイナー契約を結ぶ。7月16日に解雇となる。

### 米独立リーグ時代
2015年7月26日に独立リーグ・アトランティックリーグのヨーク・レボリューションと契約。

### レイズ傘下時代
2015年8月31日にタンパベイ・レイズとマイナー契約を結ぶ。11月6日に自由契約となり、オフはドミニカ共和国のウィンターリーグでプレー。

### メキシカンリーグ時代
2016年3月29日にメキシカンリーグのユカタン・ライオンズと契約するが、4月30日に解雇となる。5月24日にレイノサ・ブロンコスと契約するが、6月28日に解雇となる。

### 米独立リーグ時代
2017年3月8日にアトランティックリーグのヨーク・レボリューションに復帰を果たした。しかし5月27日に放出された。

## 詳細情報

### 年度別打撃成績
| 年 度    | 球 団    | 試 合 | 打 席 | 打 数 | 得 点 | 安 打 | 二 塁 打 | 三 塁 打 | 本 塁 打 | 塁 打 | 打 点 | 盗 塁 | 盗 塁 死 | 犠 打 | 犠 飛 | 四 球 | 敬 遠 | 死 球 | 三 振 | 併 殺 打 | 打 率 | 出 塁 率 | 長 打 率 | O P S |
| -------- | -------- | ----- | ----- | ----- | ----- | ----- | -------- | -------- | -------- | ----- | ----- | ----- | -------- | ----- | ----- | ----- | ----- | ----- | ----- | -------- | ----- | -------- | -------- | ----- |
| 2011     | ATL      | 42    | 119   | 109   | 21    | 33    | 1        | 1        | 2        | 42    | 10    | 7     | 4        | 4     | 0     | 6     | 0     | 0     | 14    | 1        | .303  | .339     | .385     | .724  |
| 2012     | ATL      | 37    | 86    | 76    | 8     | 19    | 2        | 0        | 0        | 21    | 4     | 5     | 2        | 2     | 0     | 8     | 2     | 0     | 21    | 0        | .250  | .321     | .276     | .598  |
| 2013     | ATL      | 21    | 31    | 31    | 2     | 8     | 0        | 0        | 0        | 8     | 3     | 0     | 3        | 0     | 0     | 0     | 0     | 0     | 5     | 1        | .258  | .258     | .258     | .516  |
| 2014     | ATL      | 12    | 4     | 4     | 1     | 0     | 0        | 0        | 0        | 0     | 0     | 0     | 0        | 0     | 0     | 0     | 0     | 0     | 1     | 0        | .000  | .000     | .000     | .000  |
| MLB：4年 | MLB：4年 | 112   | 240   | 220   | 32    | 60    | 3        | 1        | 2        | 71    | 17    | 12    | 9        | 6     | 0     | 14    | 2     | 0     | 41    | 2        | .273  | .316     | .323     | .639  |

### 年度別守備成績
| 年 度 | 球 団 | 中堅（CF） | 中堅（CF） | 中堅（CF） | 中堅（CF） | 中堅（CF） | 中堅（CF） | 左翼（LF） | 左翼（LF） | 左翼（LF） | 左翼（LF） | 左翼（LF） | 左翼（LF） | 右翼（RF） | 右翼（RF） | 右翼（RF） | 右翼（RF） | 右翼（RF） | 右翼（RF） |
| 年 度 | 球 団 | 試 合      | 刺 殺      | 補 殺      | 失 策      | 併 殺      | 守 備 率   | 試 合      | 刺 殺      | 補 殺      | 失 策      | 併 殺      | 守 備 率   | 試 合      | 刺 殺      | 補 殺      | 失 策      | 併 殺      | 守 備 率   |
| ----- | ----- | ---------- | ---------- | ---------- | ---------- | ---------- | ---------- | ---------- | ---------- | ---------- | ---------- | ---------- | ---------- | ---------- | ---------- | ---------- | ---------- | ---------- | ---------- |
| 2011  | ATL   | 4          | 6          | 0          | 0          | 0          | 1.000      | 17         | 31         | 0          | 1          | 0          | .969       | 16         | 30         | 0          | 0          | 0          | 1.000      |
| 2012  | ATL   | 5          | 5          | 0          | 0          | 0          | 1.000      | 21         | 36         | 2          | 0          | 0          | 1.000      | -          | -          | -          | -          | -          | -          |
| 2013  | ATL   | 2          | 2          | 0          | 0          | 0          | 1.000      | 9          | 9          | 0          | 0          | 0          | 1.000      | -          | -          | -          | -          | -          | -          |
| 2014  | ATL   | -          | -          | -          | -          | -          | -          | 2          | 2          | 0          | 0          | 0          | 1.000      | 1          | 0          | 0          | 0          | 0          | ----       |
| MLB   | MLB   | 11         | 13         | 0          | 0          | 0          | 1.000      | 49         | 78         | 2          | 1          | 0          | .988       | 17         | 30         | 0          | 0          | 0          | 1.000      |

### 背番号
- 17 (2011年 - 2012年途中)
- 13 (2012年途中 - 2014年)